# Ron Waldron
Pas d'image ? Cliquez ici

a Compétitions nationales et continentales officielles uniquement.

b Matchs officiels uniquement.
Ronald Gwyn Waldron dit Ron Waldron, né le 14 décembre 1933 à Neath Abbey, est un joueur de rugby à XV qui a joué avec l'équipe du pays de Galles évoluant au poste de pilier. 

## Carrière
Il dispute son premier test match le 16 janvier 1965 contre l'équipe d'Angleterre, et son dernier test match contre l'équipe de France le 27 mars 1965. Il joue en club avec le Neath RFC. Il connaît une sélection avec les Barbarians en 1962.

## Palmarès
- Vainqueur du Tournoi des Cinq Nations en 1965

## Statistiques en équipe nationale
- 4 sélections en équipe nationale en 1965
- Tournoi des Cinq Nations disputé : 1965